# Julián Uribe
El presbítero Julián Uribe Rivas (Concepción, 1789-Océano Austral, 1815) fue un religioso y político patriota chileno que integró la Junta de Gobierno de Chile durante 1814, último año del periodo conocido como la «Patria Vieja».

## Biografía
Julián Uribe Rivas (o Urivi Ribas) nació en Concepción alrededor de 1789, hijo de Francisco Uribe y Javiera Rivas. 
Al igual que su hermano Juan José, Julián siguió el sacerdocio. Según sus enemigos realistas lo hizo por razones económicas: «se ha ordenado por empeños, en ejercicio de su primitivo oficio de carnicero».[cita requerida] Ambos fueron también decididos partidarios de la Independencia de Chile. Radical en sus posiciones, Julián se convirtió en partidario de los hermanos Carrera.
En marzo de 1813 desembarcaron las tropas de expedición enviadas por el Virreinato del Perú al mando del brigadier Antonio Pareja con el objetivo de sofocar la revolución. José Miguel Carrera asumió como general en jefe del ejército y enfrentó a los invasores en Yerbas Buenas, San Carlos y Talcahuano. En su avance Carrera llegó a Concepción el 25 de mayo de 1813 y confió el gobierno de la ciudad a una Junta compuesta por Uribe, el canónigo Salvador Andrade y el administrativo Santiago Fernández.
Luego de la llegada de las tropas de refuerzo de Gabino Gaínza, Carrera sitió la ciudad de Chillán pero tuvo que retirarse. Finalizado el sitio, los realistas planearon una sublevación en Concepción, que estaba débilmente guarnecida. El golpe debía ser apoyado por guerrillas que al mando del antiguo cura de Hualqui, Gregorio Valle, operaban en la zona.
El 13 de agosto el capitán de la plaza Pedro Nolasco Vidal descubrió la consipiración y la Junta de Concepción dispuso rápidas medidas para proteger la plaza. Encabezada por Uribe hizo construir trincheras y las milicias se mantuvieron sobre las armas hasta que pasó el peligro. En esa ocasión Uribe "demostró una notable entereza y una grande actividad, recorriendo a caballo los trabajos que se hacían en la ciudad y disponiéndose a salir contra el enemigo si éste se hubiera acercado", según recordaría el ahora coronel y ministro de guerra Vidal en 1854.
Ante la indefinición de la campaña, en enero de 1814 Carrera fue reemplazado en el mando del ejército por el brigadier Bernardo O'Higgins, quien había vencido en las batallas de El Roble, el Quilo y Membrillar. Carrera entregó el mando en Concepción y se dirigió a Santiago de Chile dispuesto a recuperar el poder. Julián Uribe lo seguiría al poco tiempo.
A las tres de la mañana del sábado 23 de julio de 1814, mientras que Miguel Ureta (pariente de los Carrera) tomaba el cuartel de granaderos y Toribio Rivera el de Dragones, que estaba al mando de su hermano Juan de Dios, Julián Uribe a la cabeza de 15 o 20 campesinos reunidos en la hacienda de los Carrera y armados de carabinas y pistolas ocupó el cuartel de artillería de la capital, entregado sin resistencia por el oficial al mando, Arenas, quien estaba comprometido con el golpe. Las tropas de auxilio enviadas por las Provincias Unidas del Río de la Plata, que habían llegado a Santiago la tarde anterior, permanecieron en el cuartel de San Pablo al mando de Juan Gregorio de Las Heras sin participar del golpe.
Controlado el cuartel, Uribe sacó los cañones a la plaza y los hizo colocar en las bocacalles, mientras despachaba partidas armadas para detener al Director Supremo, Francisco de la Lastra de la Sotta y a sus principales apoyos, el comandante de armas Mackenna y el gobernador intendente Antonio José de Irisarri.
El golpe de Estado se llevó a cabo en sólo media hora: "todo se ejecutó completamente, la actividad y la decisión de Uribe lo allanaban todo", recordó Carrera en su Diario militar. Al amanecer José Miguel Carrera se puso al frente del movimiento. 
Carrera creó una Junta Gubernativa presidida por él y compuesta por Uribe y Manuel Muñoz Urzúa mientras algunos integrantes de la administración depuesta conseguían huir al sur a reunirse con O'Higgins solicitando su apoyo para la restauración del gobierno. El 28 de julio O'Higgins mandó reunir en Talca una junta de guerra que resolvió desconocer el gobierno "porque los individuos que lo componen demuestran los vicios que ha padecido la elección, pues uno de ellos (Carrera) no sólo es indigno de mandar sino también de vivir, y otro (el presbírero Uribe) debe ser privado del derecho de ciudadanía por su adhesión y complicidad escandalosa con un enemigo del estado (Carrera)".
Mientras, Carrera con la eficaz ayuda de Uribe implementaba un régimen de terror en la ciudad y se preparaba a resistir a O'Higgins. El 11 de agosto de 1814 Uribe era designado primer vicario castrense chileno, manteniendo sus funciones como vocal en la Junta.
El 26 de agosto Luis Carrera venció a O'Higgins en el combate de Las Tres Acequias. Mientras se luchaba, Uribe recorría las calles de Santiago con espada al cinto sobre su traje eclesiástico y a la cabeza de una partida de tropas de caballería para mantener la tranquilidad. 
Al anochecer se recibió la noticia de la victoria y Uribe mandó echar a vuelo las campanas de las iglesias y encender luces en todas las casas. Sin embargo no sólo hubo festejos, también se cometieron actos de violencia con los adversarios y los prisioneros que iban llegando. En uno de esos actos, el anciano y prestigioso patriota Juan Enrique Rosales, vocal de la primera Junta de Gobierno de Chile, se acercó a Uribe a hacer una reclamación pero recibió por respuesta una bofetada y fue a prisión. 
Pero la situación de la guerra de independencia obligaría a dejar de lado el conflicto civil. El 13 de agosto de 1814 la expedición realista al mando de Mariano Osorio había desembarcado en Talcahuano. A fines de ese mes llegó a Santiago el capitán Pasquel, enviado plenipotenciario de Osorio ante la Junta, pero Uribe tras recibir los pliegos y contra las normas, lo encarceló.
Ante la invasión, O'Higgins decidió aceptar la nueva Junta, pidiendo a cambio a Carrera que fueran separado sus compañeros Urzúa y Uribe, quien "había desplegado en aquellos días un carácter violento y atropellador que despertaba una porfiada irritación". Carrera no aceptó, por lo que O'Higgins insistió infructuosamente en que al menos separase a Uribe, proponiendo su reemplazo por el presbítero Isidro Pineda.
Mientras avanzaba Osorio sobre Santiago la situación se radicalizó aún más. Uribe y Urzúa quedaron a cargo de la Junta, siendo el primero "alma de la administración y el inspirador de todas las enérgicas y atropelladas medidas que se tomaban en esas circunstancias". En una de esas medidas, que causó especial resentimiento entre los realistas y sirvió para justificar las atrocidades cometidas en la represión, cuando se descubrió al ciudadano realista Romualdo Antonio Esponda preparando secretamente una bandera para obsequiar a Osorio, Uribe lo hizo apresar y el 30 de septiembre fue conducido con las espaldas desnudas en un asno en medio de una parada militar y con la presencia de la población recibió 200 azotes. 
Al tenerse los primeros indicios del Desastre de Rancagua, Uribe envió órdenes para que "al momento incendie V.S. los buques, y dejando a Valparaíso en esqueleto, retírese con todas las fuerzas a esta capital sin perder un instante" y adoptó medidas para evacuar la ciudad de ser preciso: comisionó a dos agentes para que empacaran los caudales en la Casa de la Moneda y envió partidas para juntar todas las armas, municiones y caballos de la ciudad y sus cercanías. Las medidas causaron pánico entre los patriotas quienes aún no conocían el resultado de Rancagua.
Los planes para la defensa tanto de Angostura como de Santiago mismo fueron abandonados. Uribe, al igual que los hermanos Carrera y muchas familias patriotas de Santiago emigraron a Mendoza, Cuyo, Argentina, adonde arribaron el 17 de octubre.
El general José de San Martín, quien gobernaba ya Cuyo y trabajaba en la formación del ejército de los Andes, marchó a la cordillera para recibir a los exiliados pero la columna al mando de Carrera pasó sin detenerse ni saludarlo. La situación pronto empeoró. Ya en Mendoza y pese al desprestigio Carrera pretendió convertirse en "Supremo Gobierno del Reino de Chile" y reivindicó su autoridad sobre los chilenos residentes en Cuyo, exigiendo a San Martín, entre otras cosas, un castillo para apresar a sus oponentes, mientras que las tropas a su mando se negaban a reconocer la autoridad de las fuerzas argentinas y llegaron a apresar a algunos de sus miembros. Por otro lado, el partido de O'Higgins continuaba duramente enfrentado al de Carrera, quien era también amigo y partidario de Carlos María de Alvear, cabeza al igual que San Martín de la Logia Lautaro pero enemigo decidido del futuro Libertador. Finalmente, San Martín tomó partido por O'Higgins, ordenó desarmar a las tropas de Carrera y lo remitió a Buenos Aires con sus principales seguidores, Uribe entre ellos. 
A su llegada a Buenos Aires Carrera y sus aliados fueron auxiliados por Alvear, quien al poco tiempo asumió el cargo de Director Supremo de las Provincias Unidas del Río de la Plata. Mientras Carrera conseguía apoyo para ser reconocido como gobierno de Chile y obtenía recursos para montar una expedición a Coquimbo y reiniciar así la lucha, el presbítero Julián Uribe propuso un plan para atacar a los españoles de Chile y de la costa del Pacífico, hostilizando la navegación y el comercio español a lo largo de Valparaíso, Coquimbo, Atacama, Arequipa, El Callao y Guayaquil. 
El proyecto había sido delineado por Andrés Barrios, quien tras residir también en Concepción se había afincado en Buenos Aires. Barrios era armador y capitán de su propia nave, la Carmen, con la cual comerciaba desde al menos el 1800 entre Chile y Buenos Aires, y del queche o goleta Constitución. La Constitución, de origen norteamericano, tenía 28 m de eslora, 5.75 de manga, 5,60 m de puntal, 2.90 de calado y 235 t. 
Tras la exitosa Campaña Naval de 1814, Barrios transportó con la Constitución sin cargo alguno 200 soldados desde Montevideo a Buenos Aires. Posteriormente, Barrios prestó la Constitución al estado a condición de que se le diesen sólo $ 4.000 pese a que su valor era de $ 6.200, de lo que dejó constancia Brown: "este individuo [Barrios] obló su buque y servicios personales para una ocurrencia tan interesante al país, por una cantidad ínfima". Tras ver frustrada la venta de la Constitución al estado, a mediados de 1815 Barrios la ofreció para destinarla al corso, propuesta que fue aceptada el 23 de mayo. Finalmente, Uribe recaudo entre sus compatriotas los fondos necesarios para asociarse a Barrios en la propiedad de la nave. 
Uribe solicitó el apoyo del comandante de la escuadra argentina, Guillermo Brown, quien tras vencer a la escuadra realista de Montevideo en su Campaña Naval de 1814 y definir la caída de esa plaza, permanecía entonces inactivo. Brown aceptó sumarse con la fragata Hércules (que le había sido obsequiada por sus servicios) y convenció a las autoridades de aportar el bergantín Trinidad. 
A los fines de adaptarla para la campaña y al decir de su Comandante propietario Andrés Barrios "se ha subdividido su bodega en varias partes y se han hecho otras varias obras". La tripulación reclutada sumaba un centenar de hombres, principalmente chilenos pero también irlandeses, norteamericanos, suecos, italianos e ingleses. 
Pronto la situación política en Buenos Aires cambió. Alvear supo enfrentarse con todos los sectores: con la Liga Federal que respondía a Gervasio Artigas, con San Martín a quien intentó deponer de su gobierno en Mendoza y del mando de la expedición a Chile que ambicionaba para sí y con el cabildo de Buenos Aires al actuar como un virtual dictador. Tampoco podía contar con el apoyo del ejército del Norte al mando de José Rondeau, tanto por la amenaza realista en ese frente como por el resentimiento de Rondeau a quien Alvear había quitado el mando del ejército sitiador de Montevideo en los momentos previos a la victoria.
Cuando se sublevó el coronel Ignacio Álvarez Thomas, jefe de la vanguardia del ejército dirigido contra la Liga, el cabildo de Buenos Aires y las fuerzas de la provincia de Buenos Aires al mando del general Miguel Estanislao Soler forzaron la caída de Alvear.
Mientras José Miguel Carrera partía a Estados Unidos, Uribe con el apoyo de Brown continuó con su proyecto. 
En septiembre de 1815 Andrés Barrios recibió del gobierno la correspondiente Patente de Corso. Barrios figuraba al comienzo como comandante, pero fue reemplazado a último momento por el teniente coronel de marina Oliverio Russell. Los pilotos eran Ricardo Chea, Andrés Mates y Timoteo Nilleard, el comisario de a bordo Marcelino Victoriano, el contramaestre Federico Numan, carpintero Nicolás Jansen, calafatero Antonio Días, condestable Magnum Miller, despensero Elik Grin, los marineros Deanburge, Roberto Herruti, Federico Peterson, Carlos Nicolás, Juan Hancik, Juan Andrés, Roberto Kelly, Matías Linstrom, José Vera, Juan José Roxas, Francisco Ordoñes, José Yeone, Francisco Bernal, Juan Olsson, Thomas Nicolas, Pedro de Voa, Felipe Cafpt, Vicente Cruz y Cirilo Cárdenas, los artilleros Rafael Freire, Bonifacio Victoriano, Nicolás Maruri, Thomas Martínez, Juan Ivieta, Lucas Novoa, Clente Navajeta, Francisco Melo, Juan Uribe, Jorge Felipe, José Vaver y Roberto Grein.
El gobierno aportó el armamento y pertrechos necesarios para la campaña de corso pero también para reclutar y armar un ejército patriota en Chile. La Relación de la artillería, juegos de armas, municiones y demás pertrechos de guerra que por Orden Superior se han entregado al Comandante del queche Constitución Andrés Barrios detallaba entre otras cosas la provisión de 1 cañón de bronce de a 16, 2 cañones de hierro de a 8 y 4 cañones de a 4, 210 tarros de metralla, 100 balas de a 16, 200 de a 8, 400 de a 4, 30 palanquetas de a 16, 12 quintales de pólvora, 2 quintales
de cuerda mecha, 1000 cartuchos de fusil, 100 piedras de chispa para pistola, 50 piedras de fusil, etc. La cantidad y peso de lo cargado fue tan considerable que provocó grandes dificultades al buque durante su travesía e influyó probablemente en su trágico final.
Para dar libertad de acción a Uribe, las instrucciones eran amplias: hostilizar, apresar o incendiar todo buque con bandera española, bloquear las plazas españolas del Pacífico, adquirir información sobre la situación general de Chile y Perú y sobre las fuerzas terrestres y navales que allí posean los realistas y patriotas, conocer la opinión de los insurgentes y fomentar y apoyar sus actividades y operaciones, introducir clandestinamente proclamas y escritos revolucionarios, etc.
En pocos meses la flota estaba lista. La componían la fragata Hércules, comandada por el cuñado de Brown Walter Dawes Chitty, el bergantín Trinidad al mando de Miguel Brown, el bergantín Halcón, del capitán Hipólito Bouchard, cuyo jefe de armas era el futuro jefe de Estado de Chile, Ramón Freire y la goleta Constitución, también conocida como Uribe, al mando de Oliver Rusell. 
No obstante lo avanzado de los preparativos, las noticias de la expedición impulsada por Fernando VII de España movieron al gobierno de Álvarez Thomas a ordenar a Brown que permaneciera al mando de la escuadra del Río de la Plata y delegara el de la expedición al Pacífico en su hermano Miguel. 
Brown esquivó la convocatoria abriendo la campaña el 15 de octubre de 1815 con la Hércules y la Trinidad, seguido a fines de ese mes por la Halcón y la Constitución que enarbolaba una bandera negra en señal de "guerra a muerte". Tras intentar repostar en Montevideo, donde sus fuertes cañonearon a ambos buques en razón del conflicto entre Artigas y el Directorio, pusieron proa hacia el Atlántico Sur teniendo una travesía sin contratiempos hasta arribar al Cabo de Hornos a fines de 1815, donde encontraron un temporal con fuertes ráfagas de viento, lluvias y niebla.
La división de Brown ya había sufrido averías considerables al doblar el Cabo de Hornos y fue empujada muy al sur llegando a los 65° de latitud sur. Allí encontró un horizonte despejado, sereno y sin hielos, que Brown consideró "signos indicativos de no estar muy distante de tierra". Brown había sobrepasado las islas Shetland del Sur alcanzando latitudes nunca logradas en el que sería llamado Mar de Bellingshausen. Tras regresar al Estrecho de Magallanes, consiguieron llegar al Océano Pacífico y reunirse en la isla de la Mocha con Bouchard, iniciando la campaña corsaria. 
Por su parte, la Constitución fue también arrastrada hacia el Océano Glacial Antártico pero su lento andar y el excesivo peso del cargamento que llevaba a bordo le impidieron sobrellevar el trance y en algún punto cercano a las Shetlands del Sur se hundió pereciendo Uribe y toda su tripulación.